# 妹尾安南
妹尾 安南（せお あなん、2001年7月16日 - ）は、日本の女子ラグビーユニオン選手。

## プロフィール
- 宮崎県延岡市出身[1]。
- ポジションはスクラムハーフ(SH)。
- 身長 155cm、体重 59kg
- 女子日本代表キャップは1。（2024年9月現在）

## 略歴
2020年、延岡星雲高校卒業後、日本経済大学に入学。
2023年、日本経済大学ラグビー部AMATERUSの主将に就任
2024年、日本経済大学卒業後、東京山九フェニックスに加入。同年9月14日に行われたイタリア遠征2024イタリア代表戦にて先発出場で女子日本代表初キャップを獲得した。